# Jiří Večerek
Jiří Večerek (4. srpna 1943, Ostrava – 14. července 2022) byl český fotbalový obránce a reprezentant Československa.

## Sportovní kariéra
V československé lize hrál jako obránce za Baník Ostrava v letech 1963 až 1972. Nastoupil ve 165 ligových utkáních, v nichž dal 8 gólů. Za československou reprezentaci odehrál v roce 1970 dvě utkání. Byl členem týmu Československa na olympijských hrách 1968 v Mexiku, kde dal jeden gól. V Poháru UEFA nastoupil ve 2 utkáních.

## Ligová bilance
| Ročník                                   | Zápasy | Góly | Minuty | Klub          |
| ---------------------------------------- | ------ | ---- | ------ | ------------- |
| 1. československá fotbalová liga 1963/64 | 7      | 1    | 514    | Baník Ostrava |
| 1. československá fotbalová liga 1964/65 | 25     | 2    | 2 218  | Baník Ostrava |
| 1. československá fotbalová liga 1965/66 | 16     | 1    | 1 440  | Baník Ostrava |
| 2. československá fotbalová liga 1966/67 | –      | –    | –      | Baník Ostrava |
| 1. československá fotbalová liga 1967/68 | 26     | 0    | 2 271  | Baník Ostrava |
| 1. československá fotbalová liga 1968/69 | 20     | 0    | 1 754  | Baník Ostrava |
| 1. československá fotbalová liga 1969/70 | 30     | 1    | 2 604  | Baník Ostrava |
| 1. československá fotbalová liga 1970/71 | 23     | 1    | 1 956  | Baník Ostrava |
| 1. československá fotbalová liga 1971/72 | 15     | 1    | 1 265  | Baník Ostrava |
| 1. československá fotbalová liga 1972/73 | 3      | 2    | 225    | Baník Ostrava |
| CELKEM 1. liga                           | 165    | 8    | 14 247 |               |